# Ames, Iowa
Ames là một thành phố thuộc Quận Story trong bang Iowa, Hoa Kỳ. Thành phố có tổng diện tích 62.86 km², trong đó diện tích đất là 62.70 km². Theo điều tra dân số Hoa Kỳ năm 2010, thành phố có dân số 58.965 người. 
Ames có cự ly khoảng 30 dặm (48 km) về phía bắc của Des Moines. Đây là thành phố chính khu vực thống kê đô thị Ames trong đó bao gồm toàn bộ quận Story, và, khi kết hợp với khu vực thống kê tiểu đô thị Boone, bao gồm khu vực thống kê kết hợp Ames-Boone lớn hơn. 
Ames có khu trường sở của trường Đại học Khoa học và Công nghệ bang Iowa (ISU), một tổ chức nghiên cứu công với Nông nghiệp hàng đầu, Kỹ thuật, Thiết kế, và trường cao đẳng Thú y.